# Félicien Barcilon
Félicien, Jacques, Augustin Barcilon, né le 25 juillet 1822 à Carpentras (Vaucluse) et mort le 8 novembre 1892 dans la même ville, est un homme politique français.

## Carrière politique
Félicien Barcilon se présente à l'élection législative de février 1876, mais n'est pas élu. Il se représente, en tant que candidat officiel, en février 1877. Son élection houleuse, donne lieu à une demande d'annulation. L'invalidation a lieu en mars 1878. Il ne se représente plus à une élection législative.

## À voir aussi